# Narcissus (JavaScript)
Narcissus – silnik JavaScript udostępniony na zasadach open source. Został napisany przez Brendana Eicha, który także brał udział w pisaniu innego oprogramowania tego typu, a mianowicie SpiderMonkey. Jego nazwa Narcissus wywodzi się od mitologicznej postaci Narcyza, który zakochał się sam w sobie. Odzwierciedla to fakt, że silnik Narcissusa jest także napisany w JavaScripcie.